# Točník (Hrubý Jeseník)
Točník s nadmořskou výškou 1145 m je hora nacházející se nad osadou Filipovice (části obce Bělá pod Pradědem) v okrese Jeseník v Moravskoslezském kraji. Točník patří do pohoří Hrubý Jeseník a nachází se v Chráněné krajinné oblasti Jeseníky.

## Další informace
Točník lze chápat jako předvrchol Červené hory (1333 m n. m.).
Přístup na vrchol je po turistické stezce buď ve směru od rozcestníku Pod Točníkem nebo z opačné strany ve směru od rozcestníku U Kamenného okna. Blízko vrcholu se nacházejí skály s výhledem. Vrchol je zarostlý.
Točník patří do povodí říčky Bělá (přítok Kladské Nisy) v povodí řeky Odry. Západní svahy Točníku jsou zdrojem vody pro Rudohorský potok (přítok Keprnického potoka).
Na východních svazích Točníku se nacházejí sjezdovky.